# August Erker
August Erker, född den 24 oktober 1879 i Pfaffenwiesbach, Kejsardömet Tyskland, död den 29 november 1951 i Saint Louis, Missouri, var en amerikansk roddare som tillsammans med Arthur Stockhoff, George Dietz och Albert Nasse tog guld i fyra utan styrman vid de Olympiska sommarspelen 1904 i Saint Louis.